# Zerei Mezngi
Zerei Kbrom Mezngi (12 de enero de 1986) es un deportista noruego que compite en atletismo, especialista en las carreras de fondo. Ganó una medalla de plata en el Campeonato Europeo de Atletismo de 2022, en la prueba de 10 000 m.

## Palmarés internacional
| Campeonato Europeo | Campeonato Europeo | Campeonato Europeo | Campeonato Europeo |
| Año                | Lugar              | Medalla            | Prueba             |
| ------------------ | ------------------ | ------------------ | ------------------ |
| 2022               | Múnich (Alemania)  | Medalla de plata   | 10 000 m           |